# Фторид никеля-калия
Фторид никеля-калия — неорганическое соединение,
комплексная соль калия, никеля и плавиковой кислоты с формулой KNiF3,
кристаллы,
не растворяется в воде.

## Получение
- Спекание фторида калия с хлоридом никеля:

{\displaystyle {\mathsf {3KF+NiCl_{2}\ {\xrightarrow {T}}\ KNiF_{3}+2KCl}}}

## Физические свойства
Фторид никеля-калия образует кристаллы
кубической сингонии,
пространственная группа P m3m,
параметры ячейки a = 0,4016 нм, Z = 1.
Не растворяется в воде.